# Districte de Saint-Malo
El Districte de Saint-Malo és un dels quatre districtes amb què es divideix el departament francès d'Ille i Vilaine, a la regió de Bretanya. Té 9 cantons i 63 municipis. El cap del districte és la sotsprefectura de Saint-Malo.

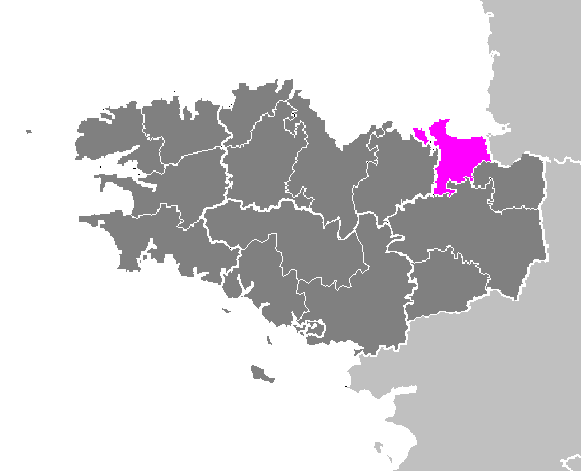
Districte de Saint-Malo

## Cantons
- Cantó de Cancale
- Cantó de Châteauneuf-d'Ille-et-Vilaine
- Cantó de Combourg
- Cantó de Dinard
- Cantó de Dol-de-Bretagne
- Cantó de Pleine-Fougères
- Cantó de Saint-Malo-Nord
- Cantó de Saint-Malo-Sud
- Cantó de Tinténiac